# اوکسانا شاچکو
اوکسانا شاچکو (اوکراینی: Оксана Шачко؛ زادهٔ ۳۱ ژانویهٔ ۱۹۸۷ – درگذشتهٔ ۲۳ ژوئیهٔ ۲۰۱۸) هنرمند و فعال حقوق زنان اوکراینی بود. او در آوریل ۲۰۰۸ همراه با آنا هاتسل و الکساندرا شوچنکو فمن را بنیان نهاد.

## فعالیت‌ها

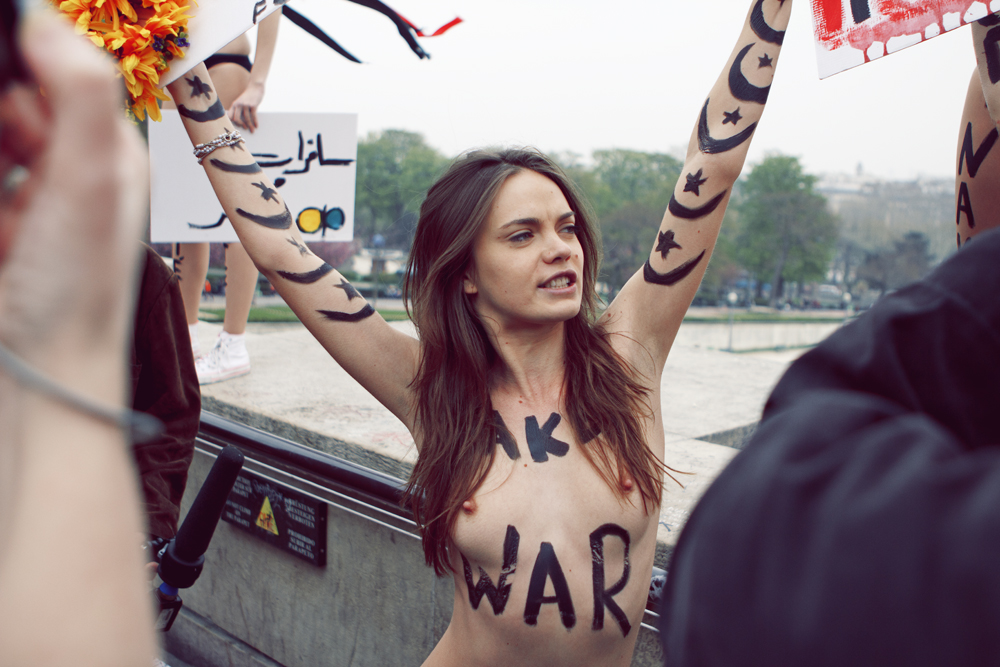
شاچکو، اعتراضات و برهنگی، حمایت از علیا ماجده المهدی در پاریس، مارس ۲۰۱۲

شاچکو در خملنیتسکیی به دنیا آمد و به کی‌یف نقل مکان کرد. او و گروهش فمن به صورت سینه‌لختی به سیاست‌هایی نظیر پدرسالاری، به‌خصوص دیکتاتوری، دین و صنعت سکس دست به اعتراض می‌زنند.
اوکسانا شاچکو از سال ۲۰۱۳ در پاریس، فرانسه به عنوان پناهنده سیاسی زندگی می‌کرد. او روی کار هنری خود متمرکز بود و اولین نمایشگاه انفرادی‌اش را در ماه مه ۲۰۱۶ در گالری منزارت برگزار کرد.

## مرگ
او در ۲۳ ژوئیه ۲۰۱۸ با اقدام به خودکشی به زندگی خویش پایان داد. دو سال پایانی عمر خویش دو بار خودکشی ناموفق داشت. پیکر او در آپارتمانش در پاریس پیدا شد.